# Mesterholdenes Europa Cup 1977-78
Europacuppen for mesterhold 1977-78 blev vundet af de forsvarende mestre fra Liverpool FC i en finale mod Club Brügge.

## Turneringen
B 1903, der i dag er en af moderklubberne til FC København, repræsenterede Danmark i turneringen. Klubben fra Gentofte mødte i 1. runde tyrkiske Trabzonspor. Første kamp på Hüseyin Avni Aker Stadion i Tyrkiet blev tabt 1-0, men returkampen på  Gentofte Stadion vandt B 1903 2-0. Dermed kvalificerede klubben sig til 2. runde i turneringen, hvor portugisiske  Benfica ventede. Her tabte B 1903 begge kampe med 1-0. 
Semifinalerne stod mellem Liverpool FC - Borussia Mönchengladbach og Juventus - Club Brügge. Førstnævnte blev samlet vundet af englænderne med 5-1, mens sidstnævnte blev vundet af belgierne med samlet 2-1.
Danskerne Birger Jensen og Jan Sørensen spillede i finalen for Club Brügge.  Kampen blev spillet den 10. maj 1978 på  Wembley i London, hvor 92.500 tilskuere så Kenny Dalglish score kampens enlige mål, der sikrede Liverpool sejren.
Allan Simonsen fra M'gladbach blev samlet topscorer i turneringen med 5 mål. 